# Бхадрак (округ)
Бха́драк (англ. Bhadrak) — округ в индийском штате Орисса. Образован 1 апреля 1993 года из части территории округа Баласор. Административный центр — город Бхадрак. Площадь округа — 2505 км². По данным всеиндийской переписи 2001 года население округа составляло 1 333 749 человек. Уровень грамотности взрослого населения составлял 73,9 %, что значительно выше среднеиндийского уровня (59,5 %). Доля городского населения составляла 10,6 %.

## Известные уроженцы
- Бхартрухари Махтаб
- Харекрушна Махатаб